# Rhamphomyia eminens
Rhamphomyia eminens är en tvåvingeart som beskrevs av Collin 1933. Rhamphomyia eminens ingår i släktet Rhamphomyia och familjen dansflugor. Inga underarter finns listade i Catalogue of Life.